# Liolaemus lorenzmuelleri
Liolaemus lorenzmuelleri — вид ігуаноподібних ящірок родини Liolaemidae. Ендемік Чилі. Вид названий на честь німецького герпетолога Лоренца Мюллера.

## Поширення і екологія
Liolaemus lorenzmuelleri мешкають в Андах на території регіонів Кокімбо і Атакама. Вони живуть у високогірних степах Альтіплано, порослих Adesmia hystrix і Stipa chrysophylla. Дорослі особини віддають перевагу посушливими, порослим рослинністю кам'янистим схилам, а молоді — більш вологим мікросередовищам, зокрема берегам струмків. Зустрічаються на висоті від  3200 до 3500 м над рівнем моря. Відкладають яйця.

## Збереження
МСОП класифікує цей вид як такий, що перебуває під загрозою зникнення. Liolaemus lorenzmuelleri загрожує знищення природного середовища.